# Sébastien Bourdon
Pour les articles homonymes, voir Bourdon.
Sébastien Bourdon, né le 2 février 1616 à Montpellier, mort le 8 mai 1671 à Paris, est un peintre et graveur français, le fils d'un peintre sur verre.

## Biographie

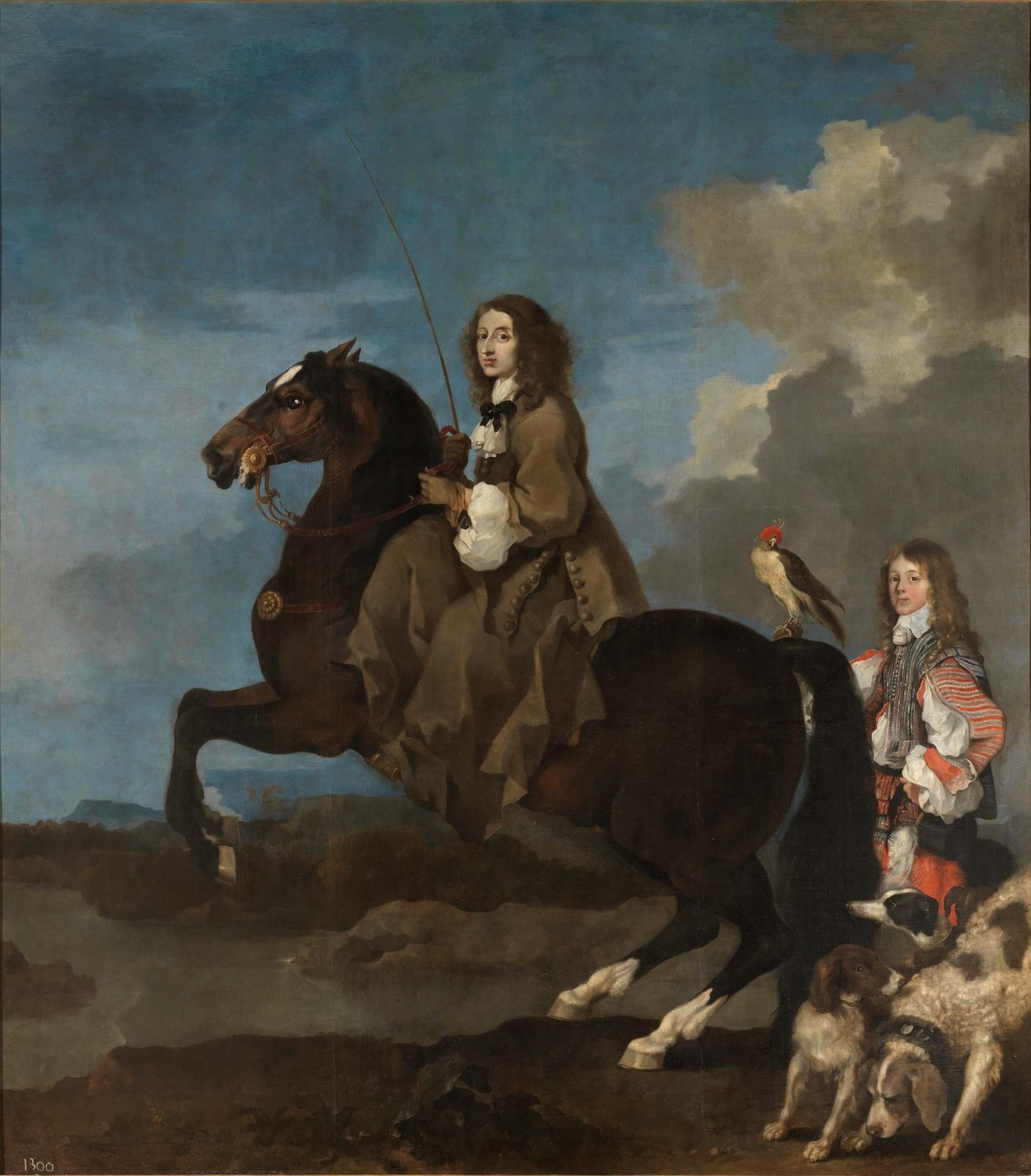
Christine de Suède (1653)
musée du Prado.

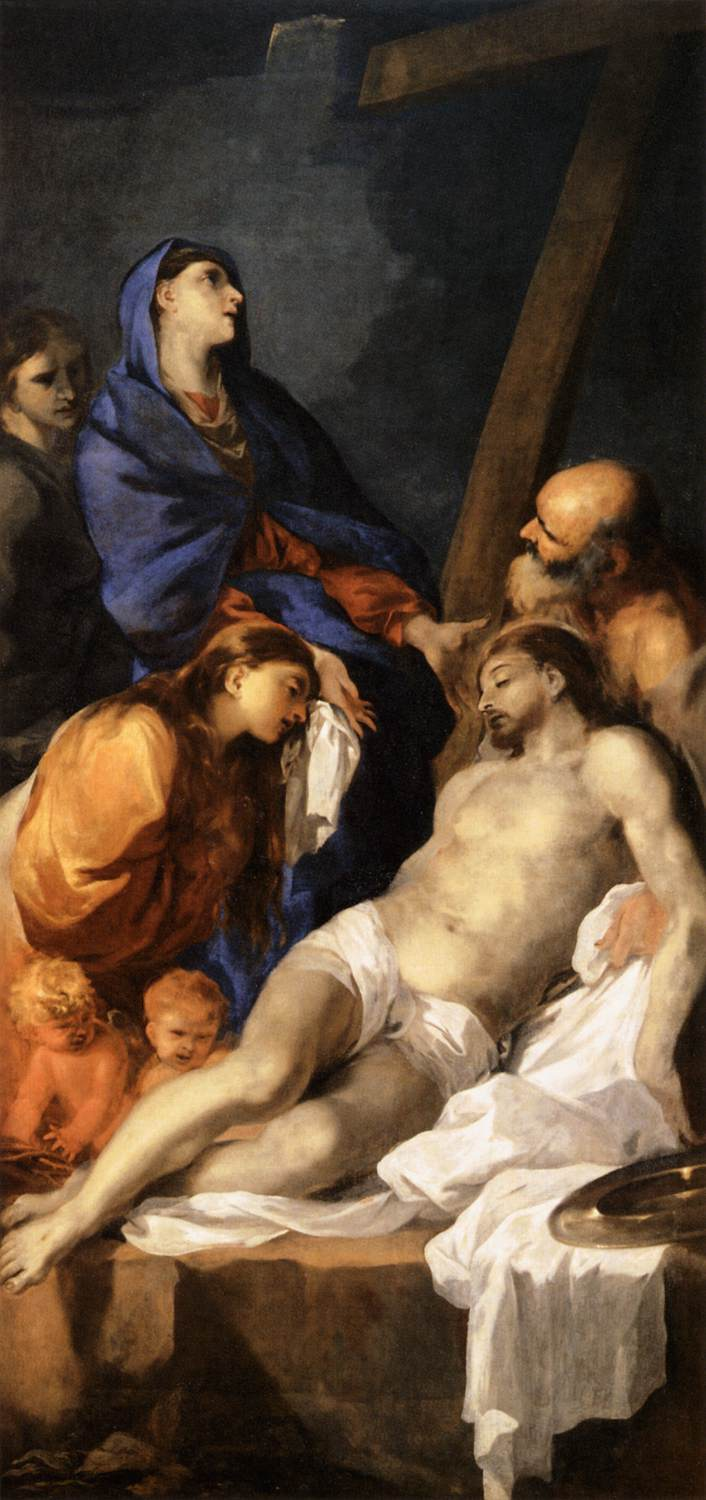
Déposition de Croix (vers 1650)
musée du Louvre.

Il lutte longtemps contre la misère. Brièvement soldat à 18 ans, son adolescence bohème l’emmène de ville en ville.
Après 1634, il est à Rome où il étudie les œuvres de Claude Lorrain, de Caravage, de Pieter van Laer. Sa précocité le rend vite célèbre : à 20 ans, il produit des chefs-d’œuvre d’une rare sensibilité.
Menacé par l’Inquisition comme calviniste, il doit rentrer à Paris en 1637. Il peint le Martyre de saint Pierre, tableau qui le plaça au rang le plus élevé parmi ses contemporains. Excellant dans tous les genres, il réalise des bambochades ou des scènes de bataille, au goût d’une clientèle parisienne séduite par une palette riche en couleurs.
Le jeune peintre protestant au tempérament de feu s’assagit peu à peu ; il reçoit d’importantes commandes. Devenu en 1648 l’un des douze membres fondateurs de l'Académie royale de peinture et de sculpture, il rêve de créer à Montpellier une académie sœur.
En 1652, il est à Stockholm, invité par la reine Christine de Suède qui le nomme son premier peintre. En 1657, lors d’un ultime séjour dans sa ville natale, Bourdon peint La Chute de Simon le magicien pour la cathédrale Saint-Pierre, où ce grand tableau est toujours visible.
Il est l'oncle maternel de James Parmentier.
Sébastien Bourdon mourut le 8 mai 1671 et fut inhumé le 10 mai au cimetière du faubourg Saint-Germain.

### Mariages
Sebastien Bourdon épousa en premières noces, le 13 janvier 1641 au temple de Charenton, Suzanne, sœur du peintre protestant Louis I Du Guernier, veuve de l’ingénieur Nicolas Colsonnet, dont
- Abraham Bourdon, né en 1648, baptisé au temple de Charenton qui eut comme parrain le graveur Abraham Bosse.
- Anne, née en 1653, qui quitta la France à la suite de la Révocation de l'édit de Nantes.

« Veuf depuis le 26 septembre précédent », Sébastien Bourdon, « peintre du roi, recteur de l’Académie royale de peinture et de sculpture » épousa en secondes noces, le 6 mars 1659 au temple de Charenton, « Marguerite Jumeau, fille de Daniel Jumeau, vivant marchand, demeurant à Tours, et de défunte Marie Bernier »

## Œuvres

### À Rome
- Le Rosaire, 1634, huile sur toile, 195 × 130 cm, église Saint-Michel de Trigance[2] ;
- Le Four à chaux romain, 1634 - 1637, huile sur toile, 172 × 245 cm, Alte Pinakothek, Munich[3] ;
- Paysage avec ruines antiques, vers 1635, huile sur toile, 50,2 × 64,5 cm, Musée des beaux-arts de Montréal[4] ;
- Soldats jouant aux cartes dans un corps de garde, vers 1634-1637, huile sur toile, 31,5 x 25,5 cm, Amiens, Musée de Picardie ;
- Scène de brigandage, vers 1634-1637, huile sur toile, 60 x 76 cm, Montpellier, musée Fabre ;
- Descente de Croix, 1636-1637, huile sur toile, 93,5 x 104 cm, Montpellier, musée Fabre ;
- La Bonne aventure, 1636-1638, huile sur cuivre, 48 × 39 cm, musée des Offices, Florence[5] ;
- Portrait présumé de René Descartes, 1639-1649, huile sur toile, 88 × 71 cm, musée du Louvre, Paris[6].

### Retour à Paris

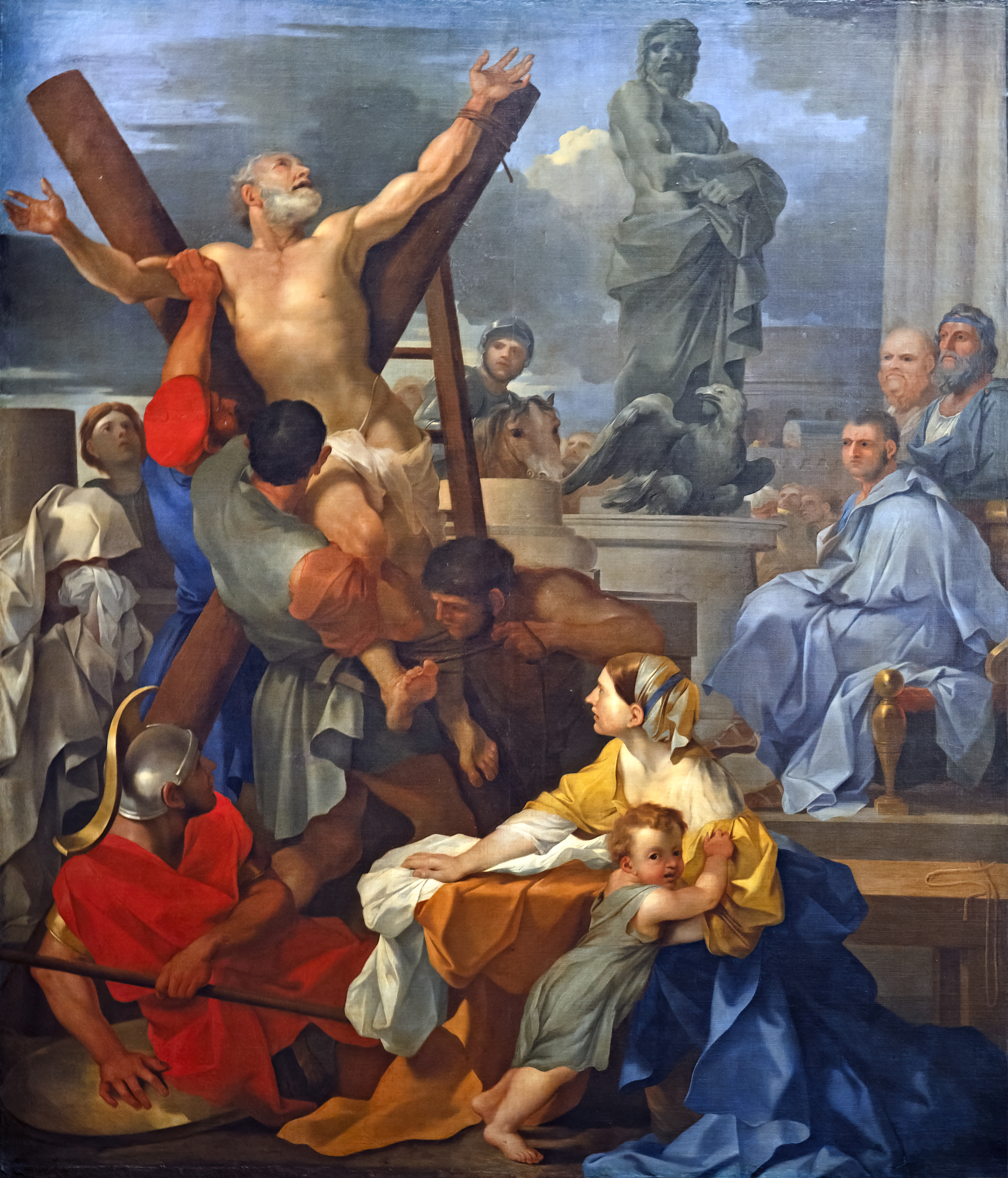
Le martyre de saint André, musée des Augustins de Toulouse.

- La Chute de Phaeton, vers 1637-1642, huile sur toile, 137 x 170 cm, musée Fabre, Montpellier ;
- L'Osteria au fumeur de pipe, vers 1638-1642, huile sur bois, 38 x 53,5 cm, musée Fabre, Montpellier ;
- La Sainte Famille à la pyramide, 1640-1645, huile sur toile, 55,5 × 68,5 cm, Metropolitan Museum of Art, New York ;
- Les Mendiants, 1640-1650, huile sur toile, 49 × 65 cm, musée du Louvre, Paris[7] ;
- Bacchus et Cérès, nymphes et satyres, 1640-60, huile sur toile, 51 × 77 cm, musée des Beaux-Arts de Budapest[8] ;
- Le Crucifiement  de saint Pierre, 1642-1643, plume et encre brune, lavis brun, sur traits à la pierre noire, 32,5 × 23,8 cm, musée du Louvre, Paris ;
- Le Campement, 1643, toile, 36,8cm x 50 cm, Cassel, Gemäldegalerie Alte Meister;
- Le Crucifiement de saint Pierre, 1643, cathédrale Notre-Dame de Paris[9], May ;
- Le Sacrifice d’Iphigénie, 1645, huile sur toile, 142,5 × 110,5 cm, musée des Beaux-Arts d'Orléans[10],[11];
- La Présentation au Temple, vers 1644, huile sur bois, 71 × 61 cm, musée du Louvre, Paris[12] ;
- La Rencontre d'Antoine et de Cléopâtre, vers 1645, huile sur toile, 145 × 197 cm, musée du Louvre, Paris[13] ;
- La Fuite en Égypte, vers 1645, huile sur bois, 70 × 61 cm, musée du Louvre, Paris[14] ;
- Salomon sacrifiant aux idoles, 1646-1647, huile sur toile, 156 × 145 cm, musée du Louvre, Paris[15] ;
- Le Christ entouré d'anges (maître autel de la collégiale Saint-André de Chartres), vers 1650, huile sur toile, 175 × 224 cm, Lille, Palais des Beaux-Arts[16] ;
- Le Martyre de saint André (maître autel de la collégiale Saint-André de Chartres), huile sur toile, et/ou :
  - Entre 1645 et 1648, 305 × 260 cm, musée des Augustins de Toulouse[17] ;
  - Vers 1650, 320 × 260 cm, palais des Beaux-Arts de Lille[18].
- Le Repos de la Sainte Famille avec sainte Élisabeth, vers 1650, huile sur toile, 64 × 80 cm, musée Magnin, Dijon[19] ;
- Le Baptême du Christ, vers 1650, huile sur toile, 116 × 150 cm, Metropolitan Museum of Art, New York[20] ;
- La Libération d'Andromède, vers 1650, huile sur toile, 111 × 141 cm, Alte Pinakothek, Munich[21] ;
- La Déposition de Croix, vers 1650, huile sur toile, 303 x 157 cm, musée du Louvre, Paris[22].
- Le Départ d'Antoine et Cléopâtre, vers 1650, huile sur toile, 33 x 34,5 cm, collection particulière ;
- Portrait du comte palatin Adolf Johan von Pfalz, vers 1652-1653, 108 x 91 cm, musée Fabre, Montpellier ;
- Paysage au moulin, vers 1653-1657, huile sur toile, 33 x 41 cm, musée Fabre, Montpellier ;
- La Guérison du démoniaque, vers 1653-1657, huile sur toile, 110 x 160 cm, musée Fabre, Montpellier ;
- La Guérison du démoniaque, esquisse, vers 1653-1657, 51 x 70,2 cm, musée Fabre, Montpellier ;

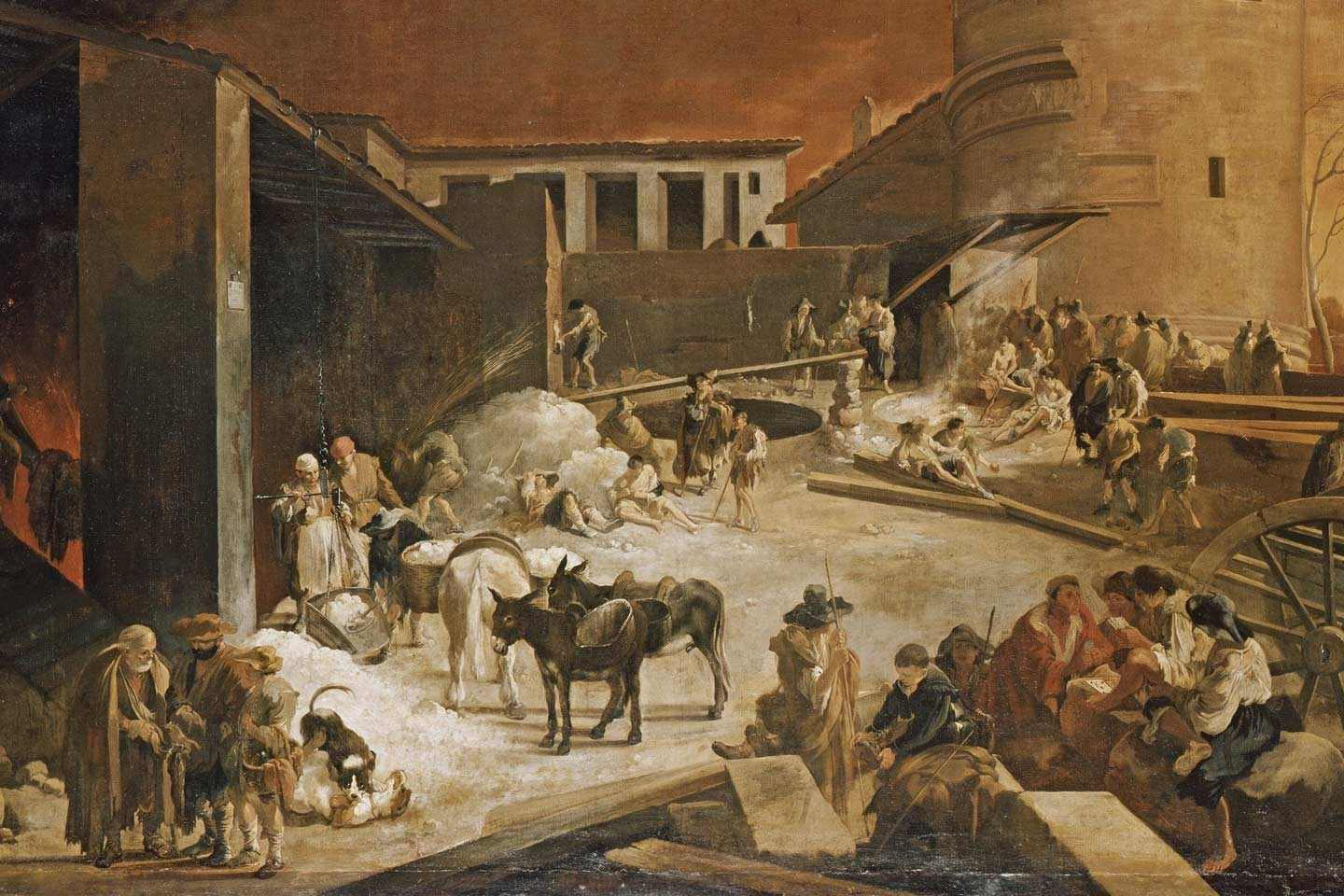
Le Four à chaux romain (1634-1637), Alte Pinakothek, Munich.
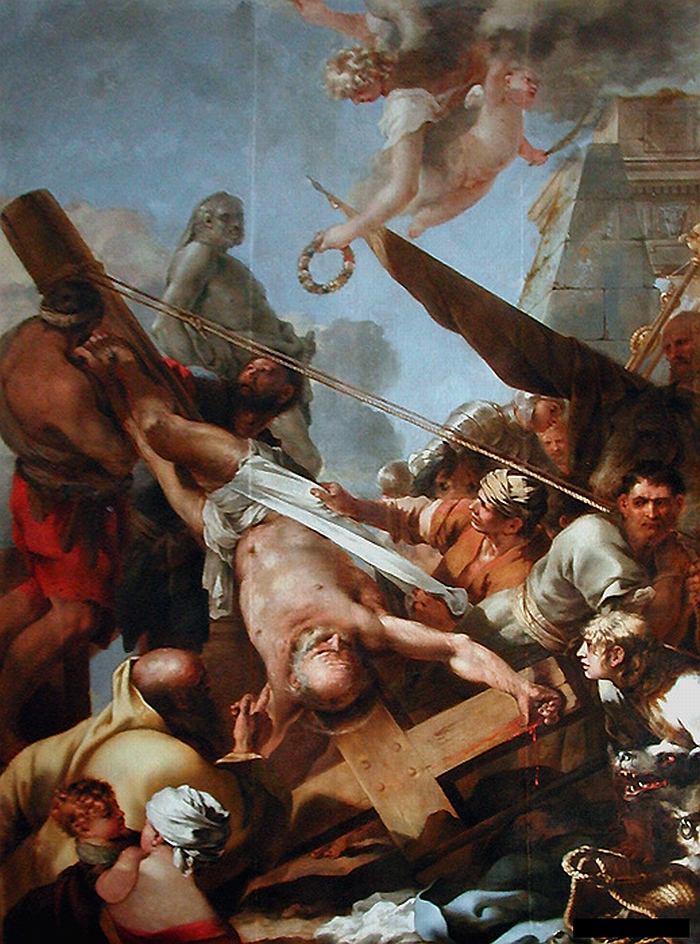
Le Crucifiement de saint Pierre (1643), Notre-Dame de Paris.
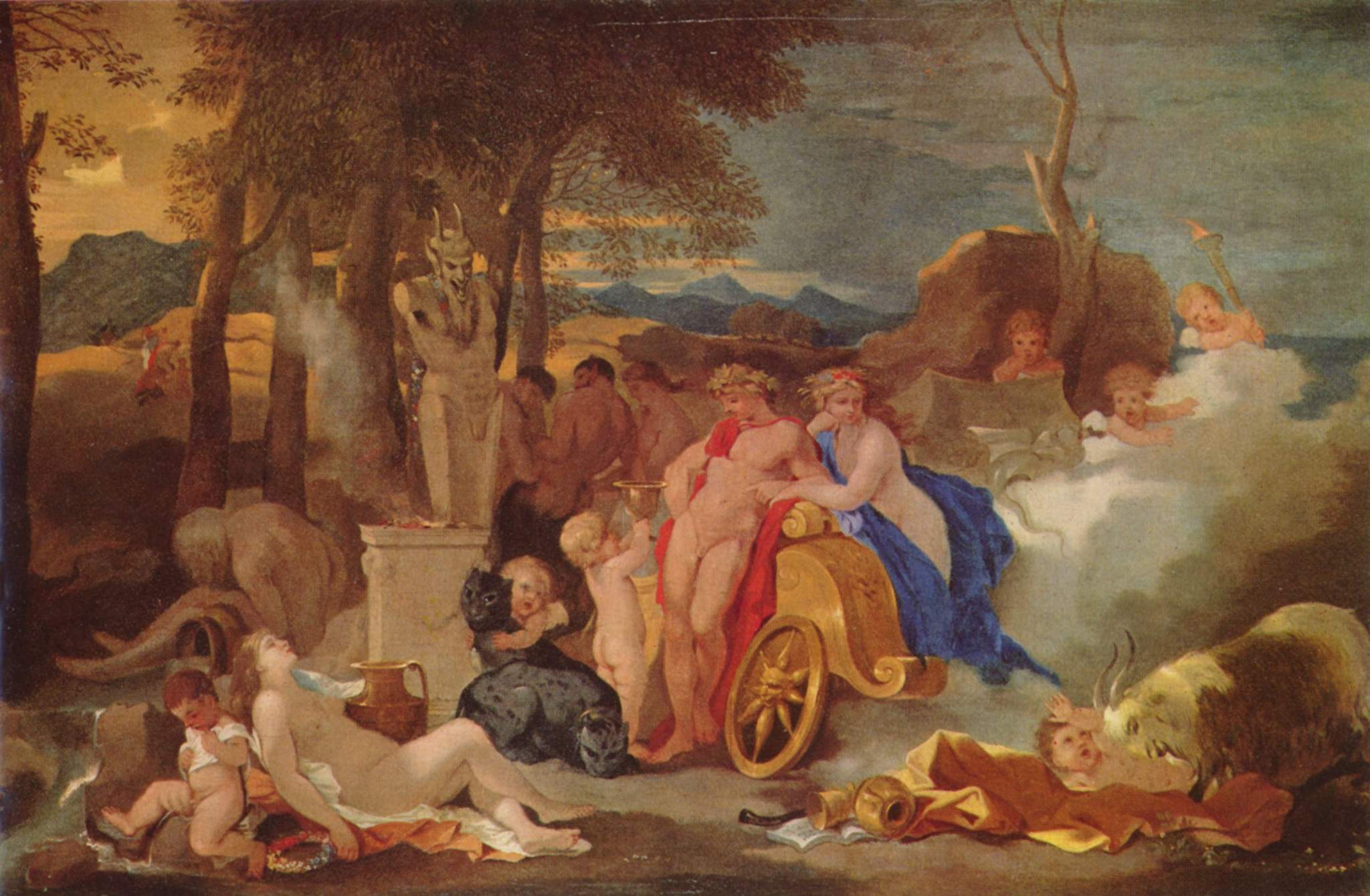
Bacchus et Cérès (1640-1660), musée des Beaux-Arts de Budapest.
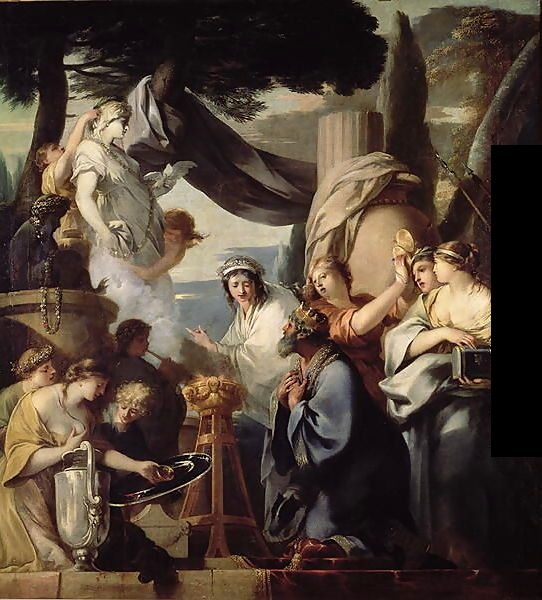
Salomon aux idoles (1646-1647), musée du Louvre.
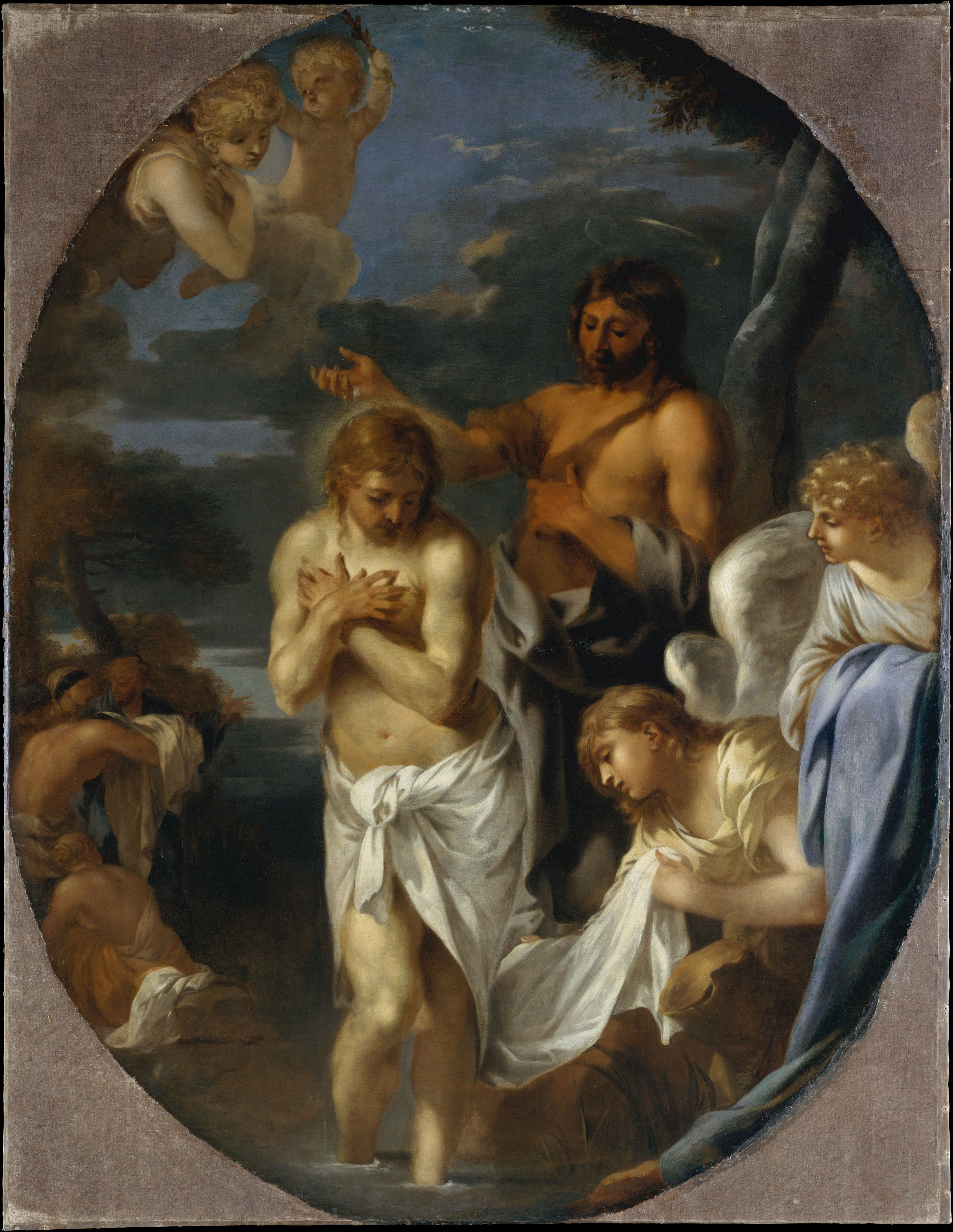
Baptême du Christ (vers 1650), Metropolitan Museum of Art.
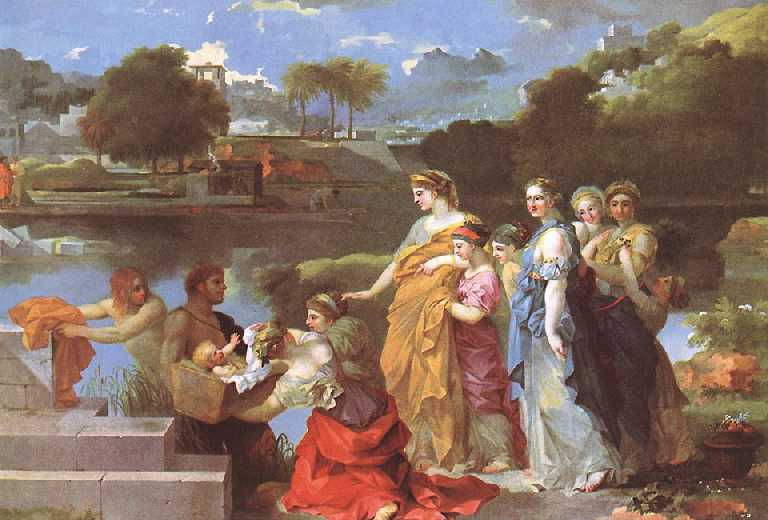
Moïse sauvé des eaux (vers 1650), National Gallery of Art.

### Séjour en Suède
- La Reine Christine de Suède à cheval, 1653- 1654, huile sur toile, 340 × 303 cm, musée du Prado, Madrid[23] ;
- La Reine Christine de Suède, 1653- 1654, huile sur toile, 72 × 58 cm, Nationalmuseum, Stockholm[24] ;
- Le Roi Charles X Gustave, 1653- 1654, huile sur toile, 102 × 82 cm, Nationalmuseum, Stockholm[25].

Retour à Paris
- Paysage avec une pause lors de la Fuite en Égypte, 1653-1657, huile sur toile, Metropolitan Museum of Art, New York ;
- Moïse sauvé des eaux, 1655-1660, huile sur toile, 120 × 173 cm, National Gallery of Art, Washington[26].
- Le Christ et les Enfants, huile sur toile, 50 × 61 cm,musée du Louvre, Paris[27] ;
- Le Christ et les Enfants, pierre noire et lavis d'encre de Chine. 35,8 × 50,5 cm[28]. Paris, Beaux-Arts de Paris. Ce dessin est préparatoire à la toile représentant le même sujet, conservée au Louvre. Ils peuvent être situés tous les deux vers 1655, période qui suit le retour de Suède de l'artiste et qui précède son départ à Montpellier. Il est alors plus que jamais influencé par Poussin. Cette inspiration s'exprime dans une construction de composition à l'antique en plan parallèles étagés. L'artiste adopte un langage graphique très expressif pour traduire cette scène inspirée des Évangiles[29].L'Homme aux rubans noirs (vers 1657)
musée Fabre, Montpellier.

Séjour à Montpellier

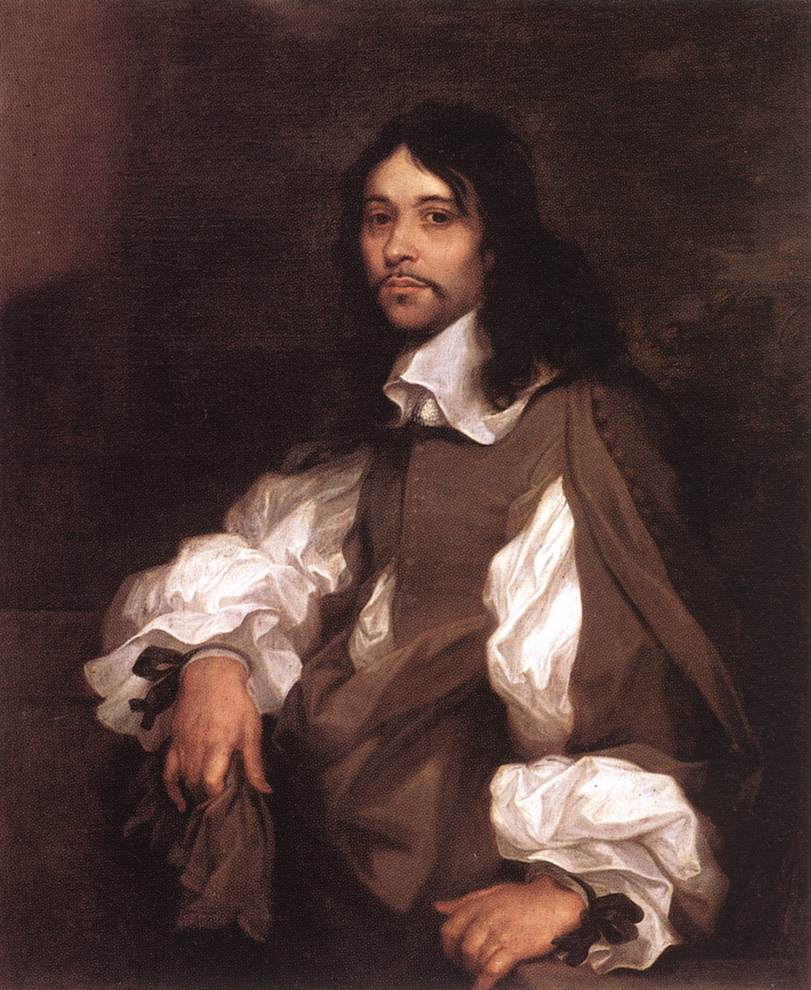
L'Homme aux rubans noirs (vers 1657)
musée Fabre, Montpellier.

- L'Homme aux rubans noirs, vers 1657, huile sur toile, 108,5 × 89,5 cm, musée Fabre, Montpellier[30],[31] ;
- La Chute de Simon le Magicien, 1658, huile sur toile, 65 × 47 cm, Cathédrale Saint-Pierre de Montpellier[32] ;

### Les dernières années

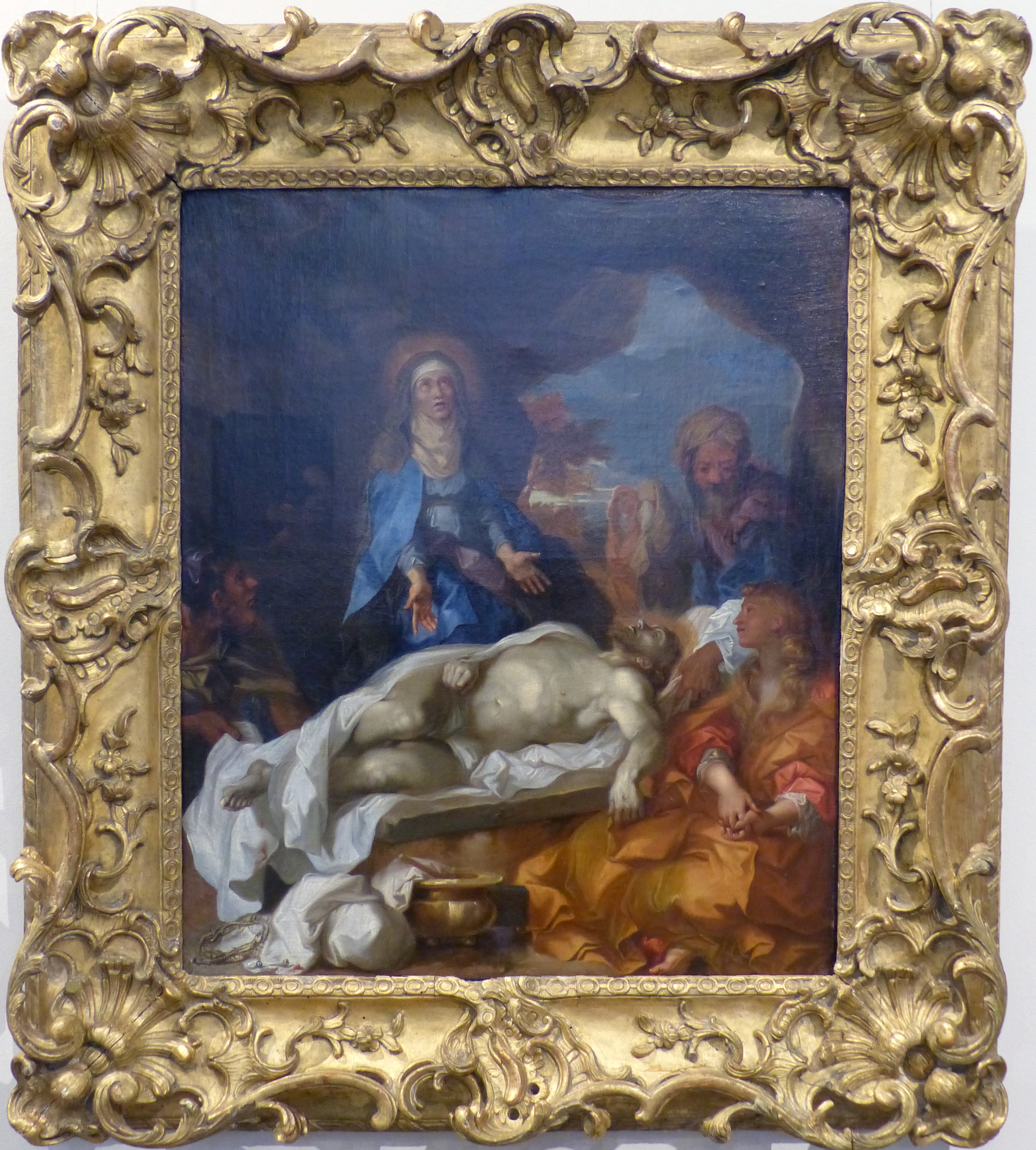
La Déploration sur le Christ mort (vers 1665-1671), musée Fabre, Montpellier.

- L'Invention du corps d'une sainte, vers 1658-1663, huile sur toile, 43,5 x 36 cm, musée Fabre, Montpellier ;
- Le Repos de la Sainte Famille, vers 1660, huile sur toile, 109,3 x 145 cm, musée des Beaux-Arts de Brest[33],[34].
- La Fuite en Egypte, vers 1665-1671, huile sur toile, 97 x 130,7 cm, musée Fabre, Montpellier ;
- Artémise faisant élever le Mausolée, esquisse, vers 1663, diam. 33 cm, musée Fabre, Montpellier ;
- La Déploration sur le Christ mort, vers 1665-1671, huile sur toile, 55,5 x 46 cm, musée Fabre, Montpellier ;
- L'Extase de Marie Madeleine, vers 1665-1671, huile sur toile, 45 x 37 cm, musée Fabre, Montpellier

### Dates non documentées

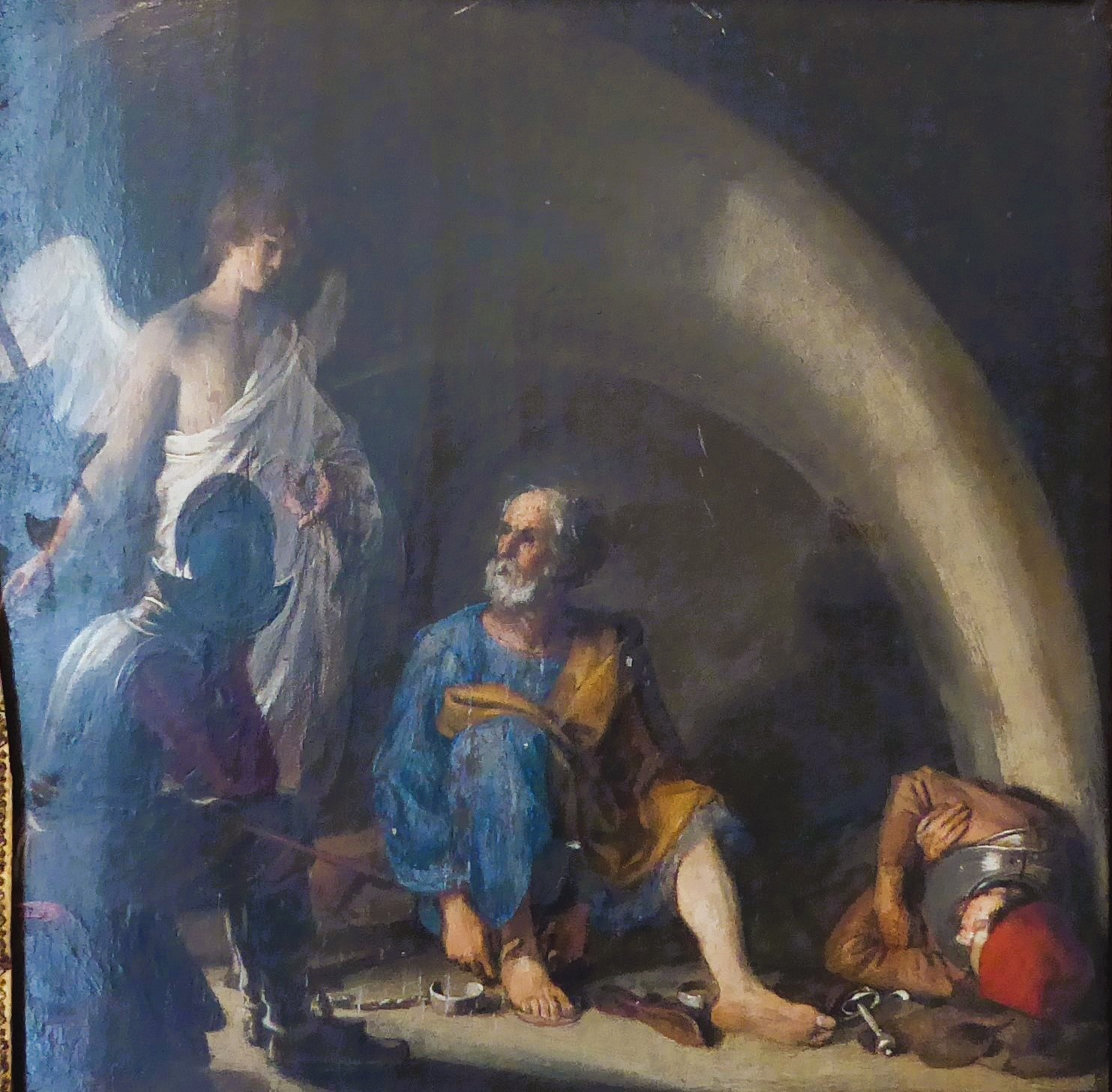
La Délivrance de saint Pierre, musée des Beaux-Arts de Chartres.

- Alger, musée national des Beaux-Arts : Les Joueurs de tric trac.
- Caen, musée des Beaux-Arts : Le Christ et le centurion  ou L’Humilité du centenier, huile sur toile, 117 x 147 cm[35].
- Chartres, musée des Beaux-Arts (attribution) : La Délivrance de saint Pierre, huile sur bois (inv. 3805).
- Dijon, musée Magnin : L'Éducation de la Vierge, dessin préparatoire.
- Orléans, musée des Beaux-Arts : Ulysse découvre Astyanax caché dans un tombeau, huile sur toile, 77 x 103 cm (disparu durant la Seconde Guerre mondiale)[36].
- Ottawa, musée des Beaux-Arts du Canada :  Ulysse découvrant Astyanax caché dans le tombeau d'Hector.
- Paris, musée du Louvre :
  - Auguste devant le tombeau d'Alexandre[a], huile sur toile, 111 × 139 cm[37] ;
  - Portrait d'un homme devant un buste de Caracalla.
- Rouen, musée des Beaux-Arts : Les Adieux de Didon et Enée, huile sur cuivre, 28 × 28,5 cm[38].

### Estampes
- Nemours, Château-Musée :
  - La Fuite en Égypte, eau-forte, 22 x 18,5 cm. 2017.0.91.
  - Sainte-Famille à la rose, eau-forte, 18 x 13,7 cm. 2020.0.241.